# ファルマス (イングランド)
ファルマス（英: Falmouth、コーンウォール語: Aberfal）は、イギリスのコーンウォール南海岸、ファル川河口に位置するタウンかつ行政教区。人口2万1635人。サマセットのバースから200キロほどの、A39号線の終点にあたる。

## ファルマス港
ファルマスは港町として知られる。天然港として世界三位、西ヨーロッパでは最も深いこの港はフランシス・チチェスターやエレン・マッカーサーの世界一周航海の起点となった。ドック内ではファルマス・ドック警察が法を執行する。

## 歴史

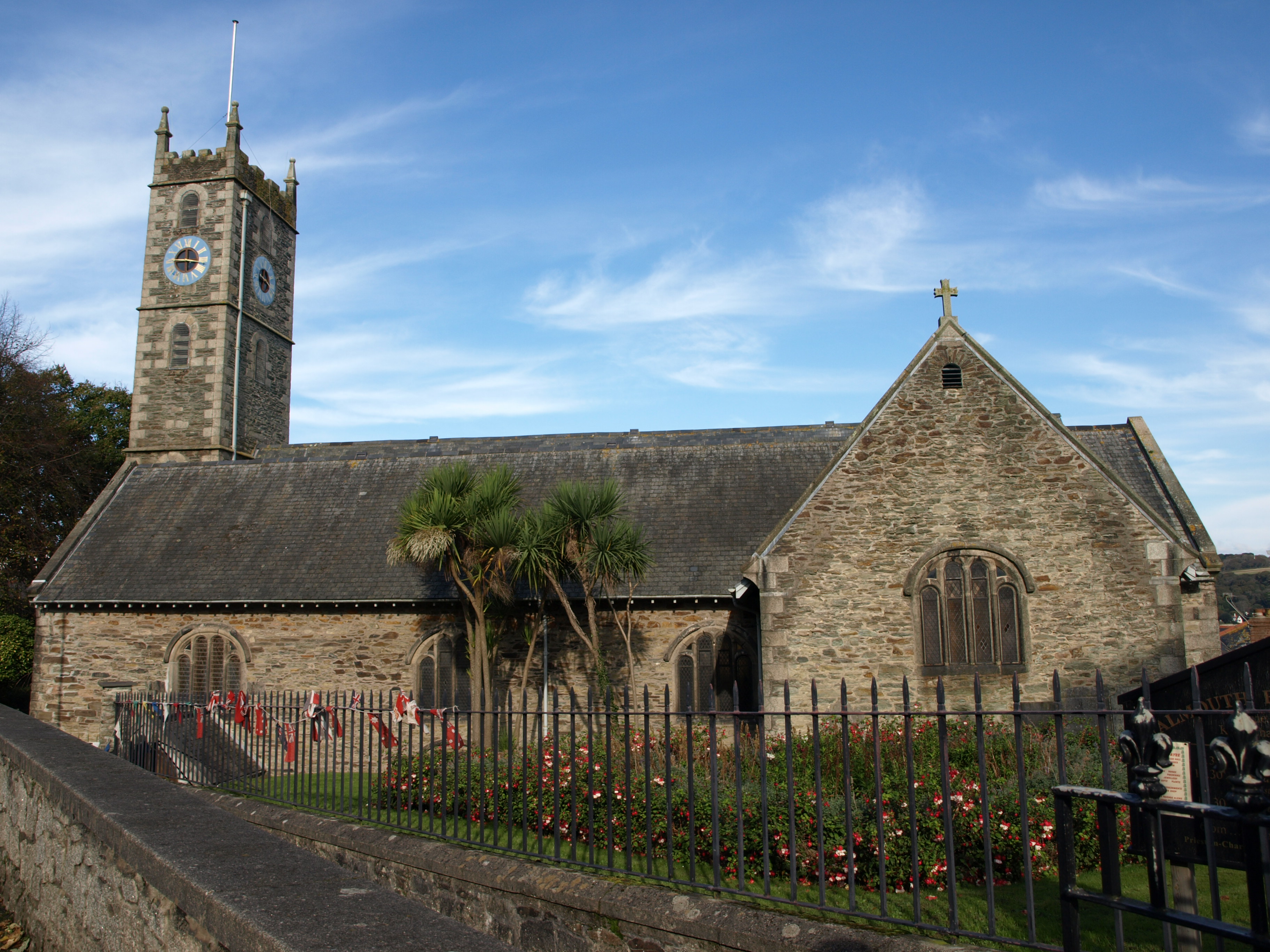
「チャールズ殉教王」に献じられたファルマス教区教会

この地名は英語起源で、 Aberfal というコーンウォール語名は近年話者がウェールズ語の先例をもとに訳したものである。なかにはかつてのケルト名 Peny-cwm-cuic を英語化して、ペニーカムクイック (Pennycomequick) と呼ぶべきとする意見もある。
1540年、カリック湾防衛のためヘンリー8世はファルマスにペンデンニス城を置いた。当時の主な町はペンリンで、1613年にジョン・キリグルー卿がファルマス町を創設した。
ペンデンニス城の城壁は16世紀後半、スペインの無敵艦隊の脅威が迫るなかで強化された。清教徒革命中の内戦では、議会派に投降した最後から二番目の城となった。
内戦後、ピーター・キリグルー卿はチャールズ1世に献じられたチャールズ殉教王教会の敷地を手放し、王の庇護を得た。翼に塔を擁する双頭の鷲という町章のデザインは、キリグルー家の紋章をもとにしている。
ファルマスでは1689年から1851年までの160年以上にわたって、郵便船が運航された。この貨物船は本国と植民地の間で貨物の運送を担った。グレートブリテン島最西端の良港は、帰島した艦船の最初の寄港地ともなった。

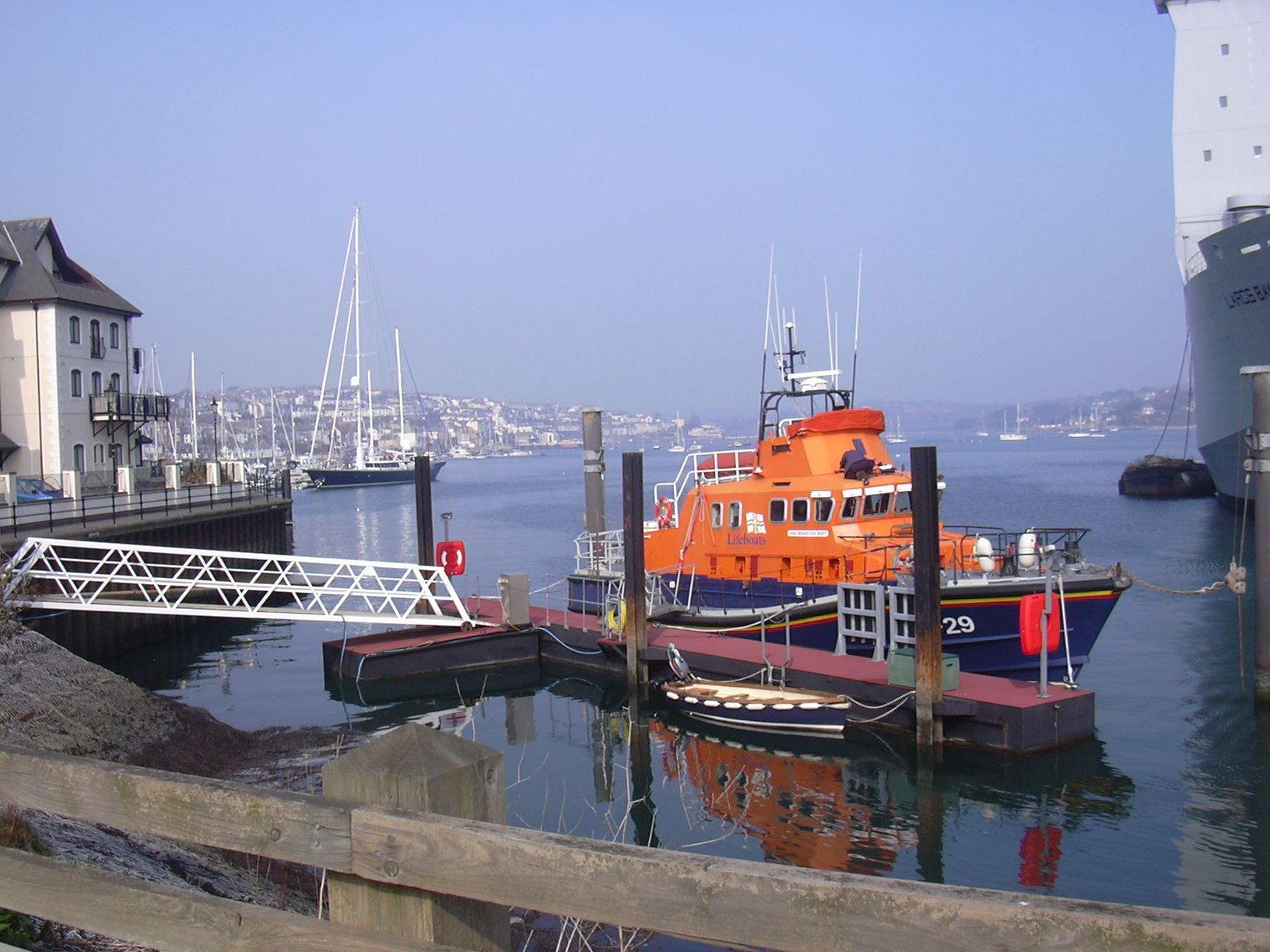
ドックに繋留された救命艇。奥に旧市街とペンリン川がみえる

トラファルガーの海戦でのイギリス大勝とホレーショ・ネルソン提督戦死の報せは、スクーナー「ピックル」号でファルマスに上陸し、駅馬車でロンドンまで伝えられた。探検航海で有名なビーグル号は1836年10月2日、ファルマス港に錨を下ろし、世界一周を終えた。チャールズ・ダーウィンは夕刻下船し、家族の待つシュルーズベリーまで郵便馬車を駆った。ビーグル号は数日停泊し、ロバート・フィッツロイ船長は近くのペンジェリック街にフォックス家を訪ねた。ダーウィンと航海をともにしたサリバンは後年、フラッシング村に隠棲し、多くの海軍士官が家を構えるようになった。
1839年にはブラジルから到着した4600ポンド相当の砂金が盗まれる事件が起こった。
1858年からファルマス・ドックが開発され、1867年には王立救命艇協会 (RNLI) が近くに救命ステーションを置いた。現在の庁舎は1993年から沿岸警備隊と共同で使用している。全長17メートルのサバーン級「リチャード・コックス・スコット」号とアトランティック75級「イブ・パーク」号の二艇が配備されている。
鉄道はコーンウォール鉄道が1863年8月24日、ファルマスまで開通した。鉄道の開通は町に観光客をもたらしたほか、港から荷揚げされた貨物を安定して輸送できるようになった。現在、町内には三つの駅がある。ファルマス・ダック駅は開通当時からの終着駅で、ペンデンニス城やギリングバース・ビーチに近い。ファルマス・タウン駅は1970年12月7日の設置で、コーンウォール国立海事博物館やウォーターフロント、ファルマス市街の最寄りである。1925年7月1日開業のペンメア駅からはザ・ムーア山頂まで徒歩でいける。マリタイム線がこれら三駅とトルロを結ぶ。ペンメア駅舎は1990年代後半に駅名標や調度を残して修復され、いまでは20世紀初頭の面影を残す好例となっている。
第二次世界大戦中は31人がドイツ軍の爆撃で死亡した。サン＝ナゼールを急襲するチャリオット作戦の部隊はここから出撃した。Uボートの進入を阻止するため、ペンデンニスからセント・モーエスにかけて対潜水艦網が張られた。
2012年4月30日、ファルマス・ビーチ・ホテルの4階から出火し炎上、屋根が崩落し建物は壊滅した。この火事では100人もの消防士が動員された。

## 経済

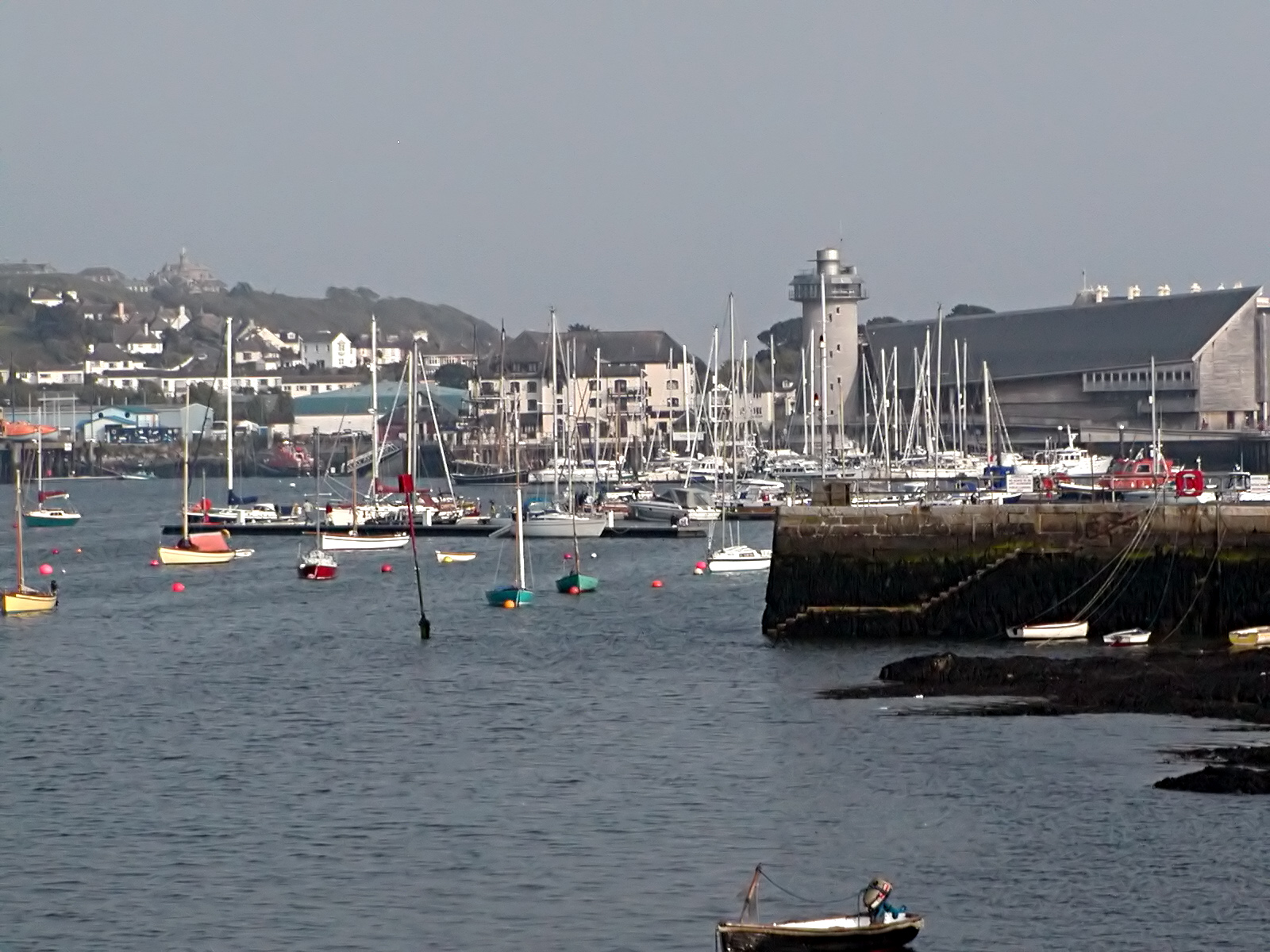
ファルマス港

ファルマスの海事産業は在りし日に比べると衰えたが、いまだドックの地元経済に対する貢献は大きい。コーンウォール最大の港湾施設は、船への燃料補給や貨物の積み替えでせわしない。クルーズ船の寄航も増えており、2007年には64隻が訪問した。
今日のファルマスはもっぱら観光地で、ゲストハウスや旅館に改装されたジョージ王朝建築の家々からはビーチが見渡せる。ペンデンニス城からヘルフォード川までキャッスル、トンネル、ギリングバース、スワンプール、メーンパースという5つのビーチが続く。2003年2月にはコーンウォール国立海事博物館がオープンした。設計は建築家のM・J・ロングによる。

## 教育
小学校五校と中学校が一校ある。
ファルマス大学はコーンウォール初の総合大学で、ウッドレーンとペンリンのトレモーにあるコーンウォール複合大学内にキャンパスを置く。芸術、デザイン、メディアの学部・大学院コースが設けられており、ジャーナリズム・コースとグラフィック・デザイン・コースで世界的に知られている。
ファルマス海事学校（旧称：ファルマス専門学校）は造船、海洋工学、海洋環境科学、海洋レジャースポーツに特化している。

## 文化

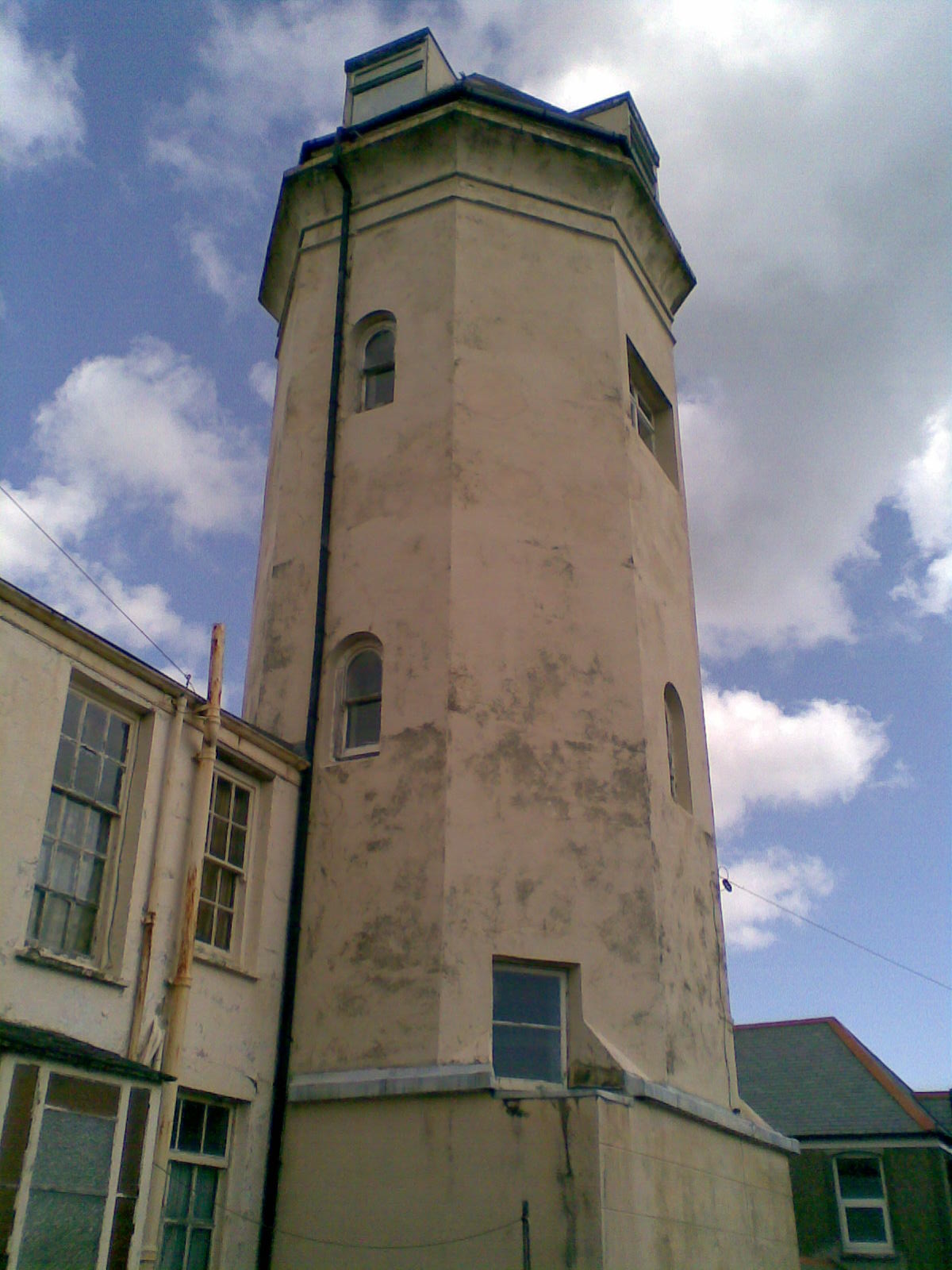
理工学会によって建てられた気象観測所

「ランプの婦人」フローレンス・ナイチンゲールはファルマスを訪ねた折、グリーンバンク・ホテルに泊まった。ホテルではいまも彼女の名前が書かれた宿帳を見ることができる。
ファルマスは文学との関わりあいが深い。ケネス・グレアムの名作『たのしい川べ』のトード、モール、ラットはいずれもここに生まれた。この作品はグレアムが息子に書き送った手紙をまとめたものだが、初めの二通はグリーンバンク・ホテルで1907年5月に書かれた。ホテルにはその複写が展示されている。Poldark の作者、ウィンストン・グレアムもこの町のことを知っていて、The Forgotten Story (1945) という小説の舞台にしている。
映画やテレビ番組の舞台ともなった。映画スターのウィル・ヘイは Windbag the Sailor 撮影中の1935年、ファルマスの顔なじみであった。この映画ではドック地区で多くのシーンが撮影された。ドック地区はジョン・ミルズ出演の1948年の映画 Scott of the Antarctic にも登場する。ロバート・ニュートン、ボビー・ドリスコール出演の1950年のディズニー映画 Treasure Island （一部ファル河畔で撮影）は、町に観光客の増加をもたらした。1970年代後半にはBBCの連続ドラマ The Onedin Line のロケがされた。2011年にはブラッド・ピット主演の映画 World War Z の撮影がドックや沖合いの海上で行われている。
王立コーンウォール理工学会はファルマスに本部を置く。
ファルマス美術館は19世紀から20世紀のさまざまな作品を収蔵する公共美術館で、一年に四、五回現代コーンウォールの著名な芸術家らの展覧会が開かれる。

## スポーツ

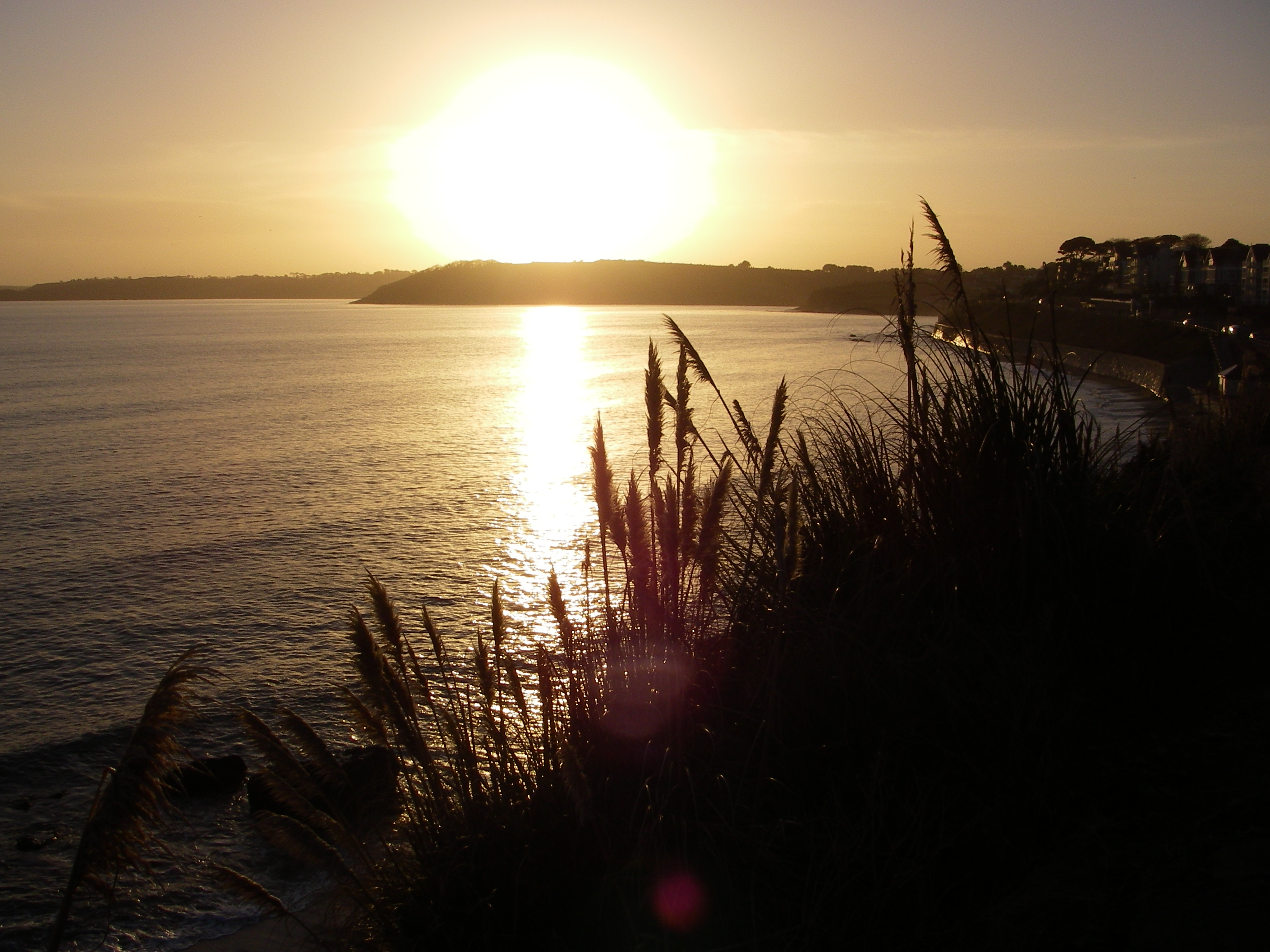
冬のファルマス湾に沈む夕日。カッスル・ドライブから

サウスウェスト・ペニンシュラ・プレミアリーグに所属するファルマス・タウンFCは市街南西のビックランド・パークを本拠地とし、ラグビーユニオンクラブのファルマスRFCは「ザ・ムーア」頂上のレクリエーション・グラウンドで活動している。
ボートなどウォータースポーツの人気も高く、ヨットマンのロバート・マンリーは13歳の1965年6月から8月にかけて、マサチューセッツ州ファルマスからこのファルマスまで単独航海を果たした。使用したのは全長4.1mの「ティンカーベル」号で、当時史上最小の船での大西洋横断となった。1998年には「大型帆船レース」のスタート地点となり、およそ90隻がリスボンに向けて出帆した。
1999年8月11日の午前11時11分から、ファルマスでは皆既日食が2分以上続いた（1999年8月11日の日食）。これはイギリス最長の継続記録である。

## ゆかりの人物
- ファルマスのフォックス家

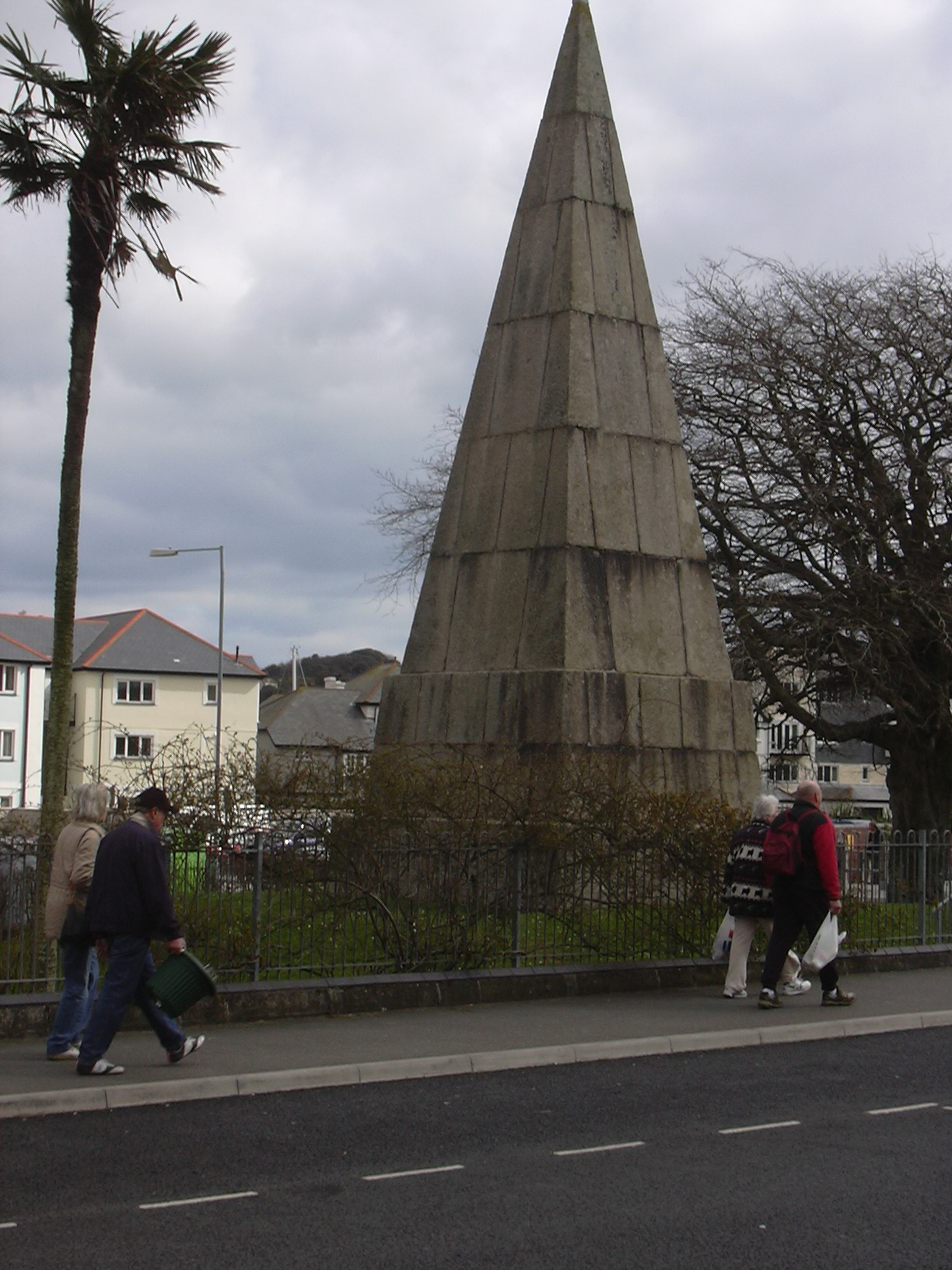
アーウェナック街にあるキリグルー家のモニュメント

- トマス・コーカー（1700年没） ヨーク島の王立アフリカ会社支店長
- 津太夫（1744年 - 1814年）、善六（1769年 - 1816年頃） 1803年、乗船していたロシア船が、世界一周の途上でファルマス港に一週間寄港。津太夫ら4名は、確実な記録に残っている中では最初にイギリスを訪問した日本人である。なお上陸はしていない[19]。
- フィリップ・メルビル（1762年 - 1811年） 慈善家
- リチャード・トマス（1779年 - 1858年） 土木技師。1815年、セヴァーン川探検の報告書を提出
- ジョン・スターリング（1806年 - 1844年） 作家
- ローベル・スクワイア（1809年 - 1892年） クエーカー教徒の学校教諭、気候学者、讃美歌作者
- チャールズ・ハートリー（1825年 - 1897年） ニュージーランド、パーマストンノースの建設者[20][21]
- チャールズ・ネーピア・ヘミー（1841年 - 1917年） 画家。海を題材にした
- スーザン・エリザベス・ゲイ（1845年 - 1918年） 郷土史家
- ジョゼフ・コンラッド（1857年 - 1924年） 小説家。1882年に短篇 Youth を発表
- ヘンリー・スコット・テューク（1858年 - 1929年） 画家、1885年からファルマスに住んだ。
- W・J・バーリー（1914年 - 2002年） ノンフィクション作家
- デービッド・マッド（1933年 - ） 政治家。1970年代から80年代にこの地域選出の国会議員を務めた。
- クレイグ・ウェザーヒル（1950年 - ） 歴史家、小説家
- トニー・ケロー（1952年 - 2011年） サッカー選手
- セバスチャン・コー（1956年 - ） 元中距離走選手。1990年代からこの地域選出の国会議員を務める。
- ケビン・ミラー（1969年 - ） サッカー選手

### 出身人物
- ケイシー・アフレック - 俳優

## 姉妹都市
- ドゥアルヌネ（フランス）
- ローテンブルク・アン・デル・ヴュンメ（ドイツ）

## ギャラリー

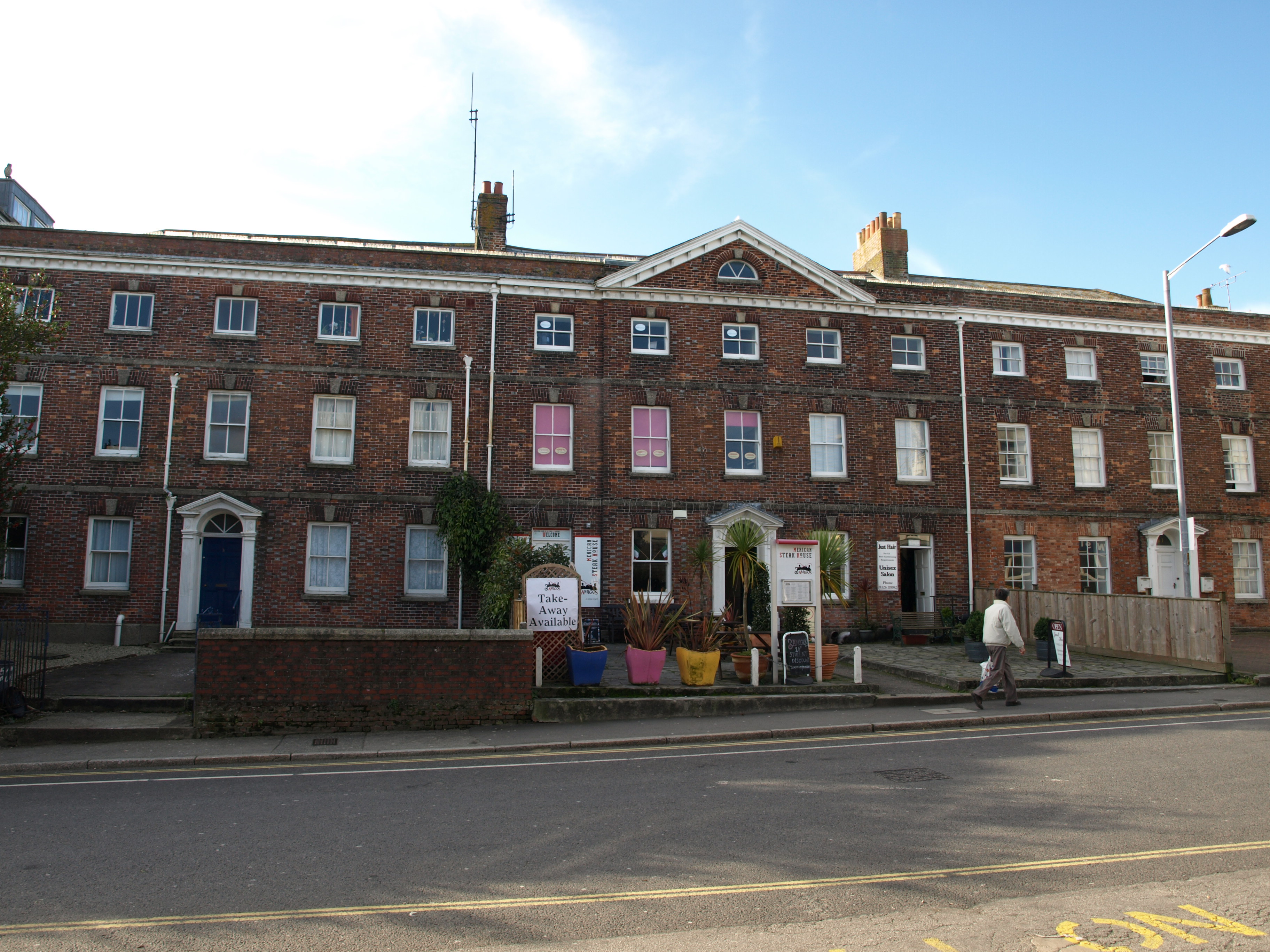
アーウェナック街の提督邸
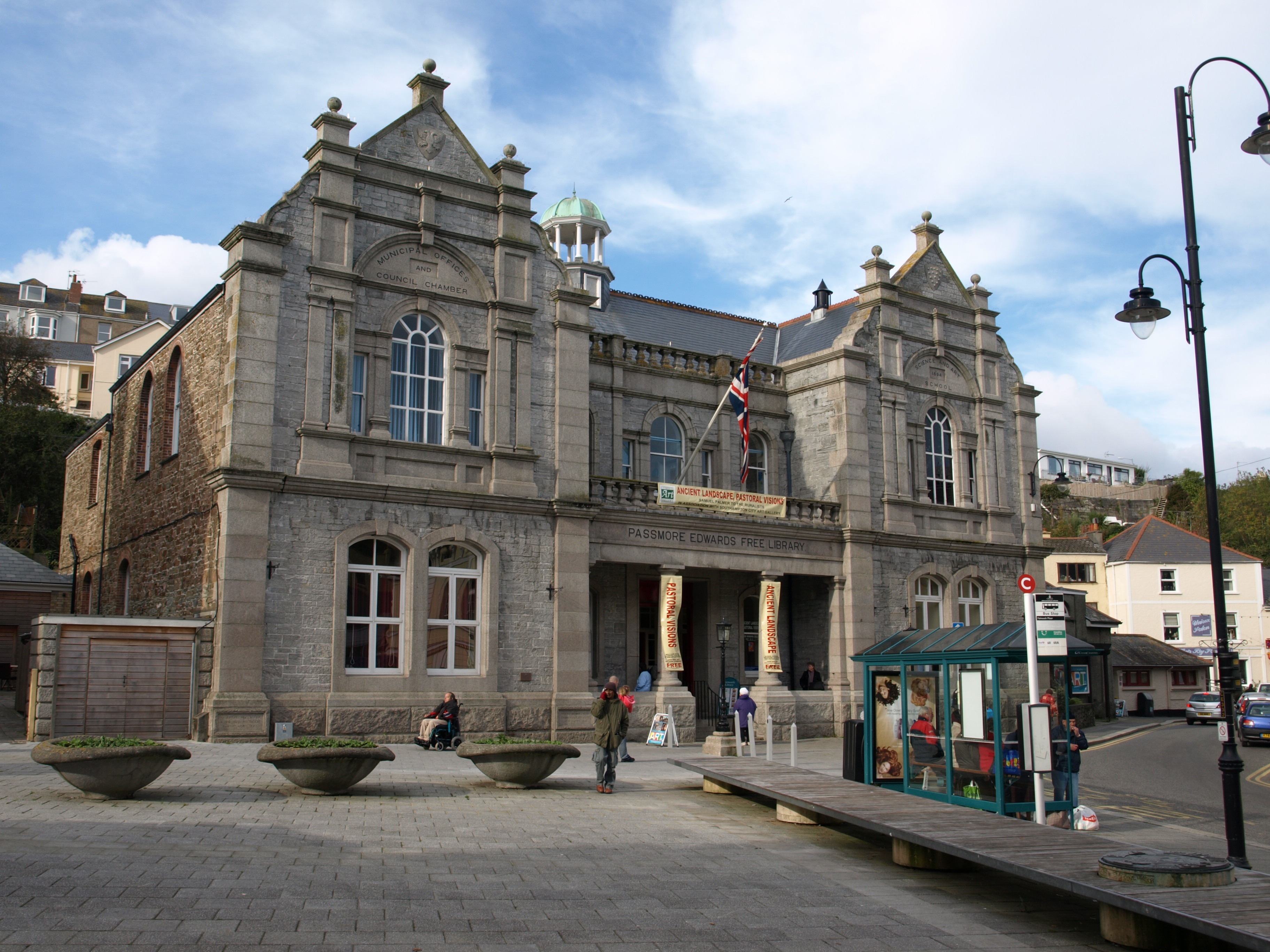
パスモア・エドワーズ公共図書館
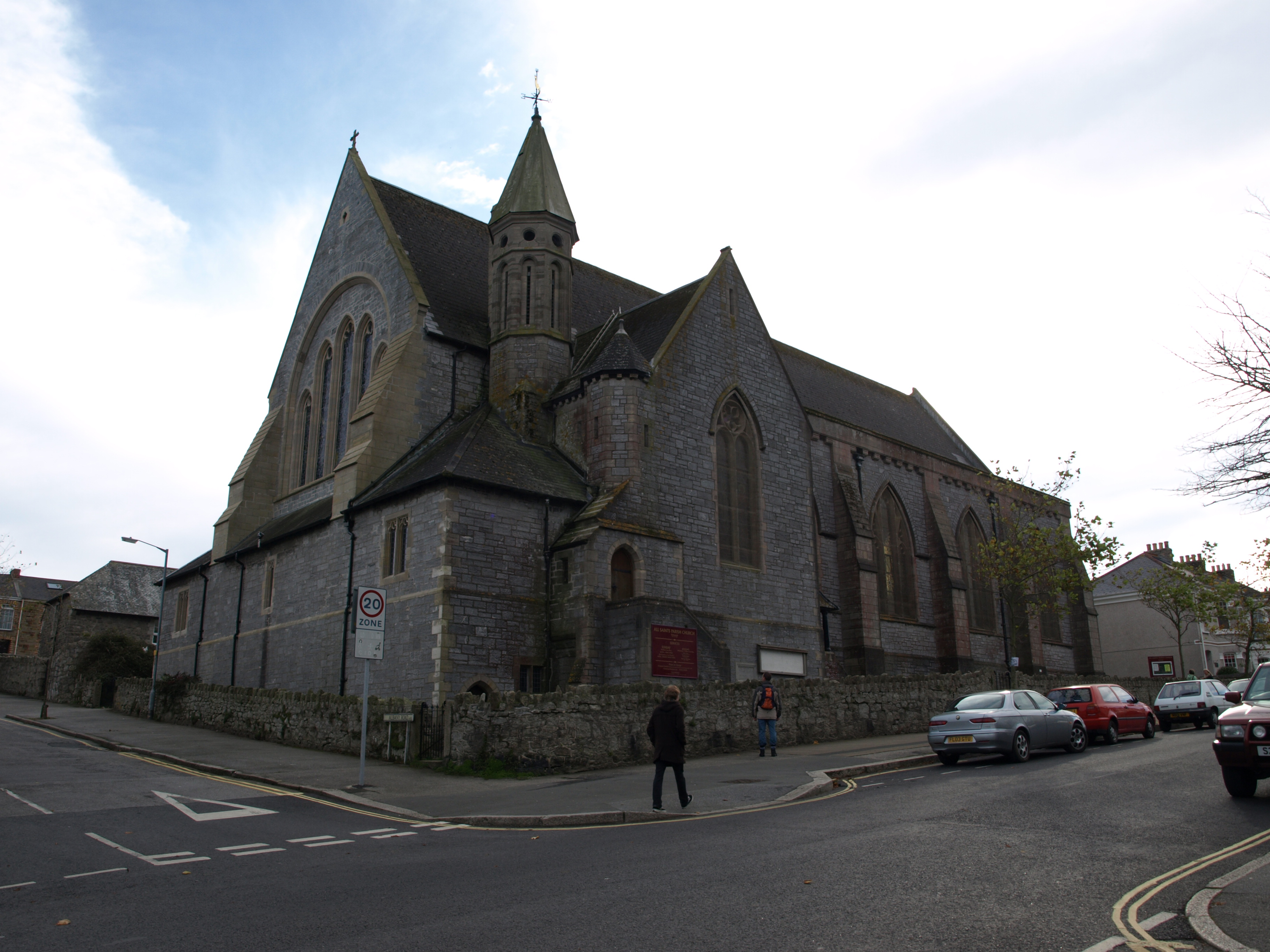
キリグルー街のオール・セインツ教会
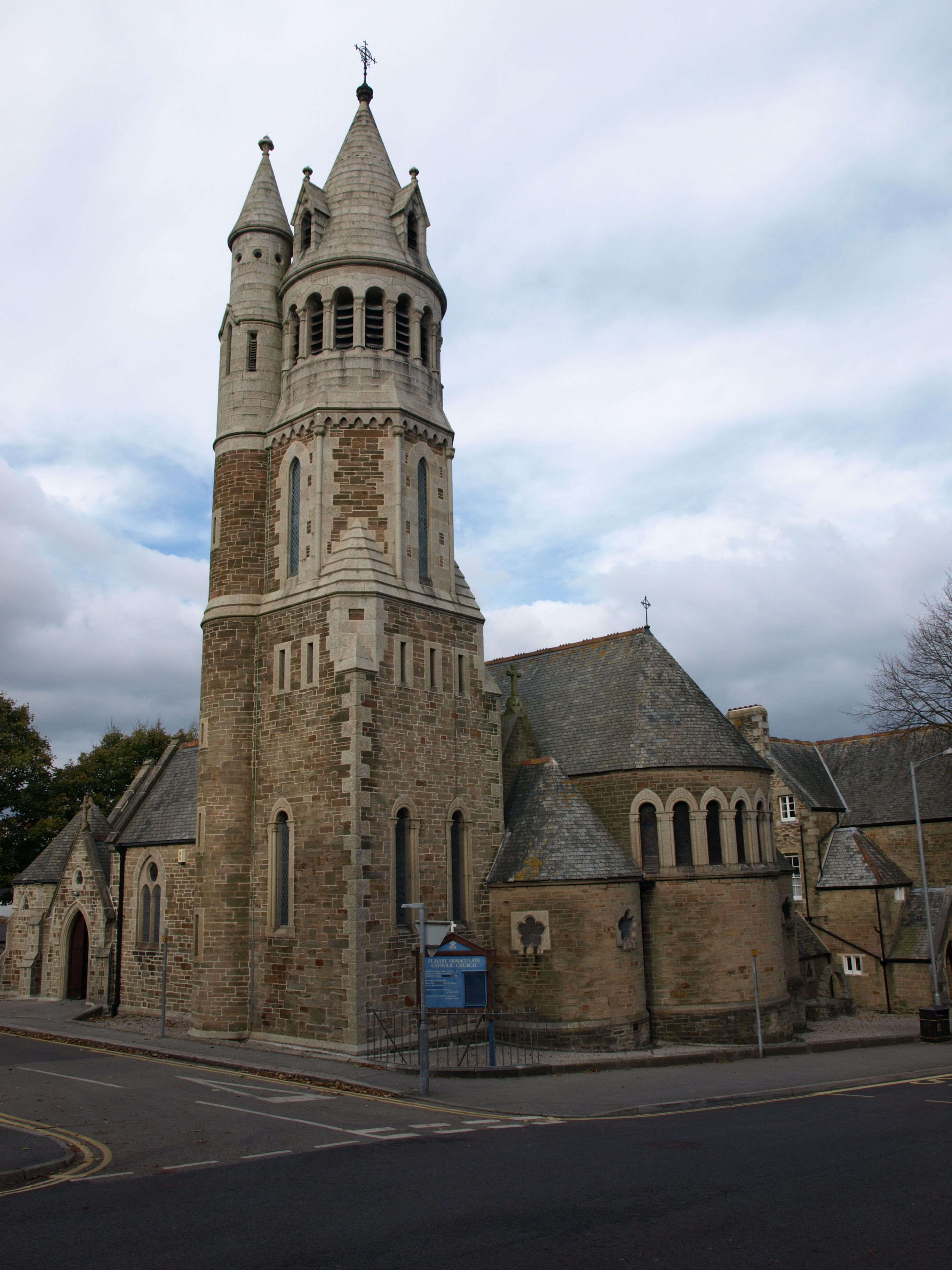
ローマ・カトリックの無原罪の聖母マリア教会。キリグルー通りとキンバリー・プレイスの角にある
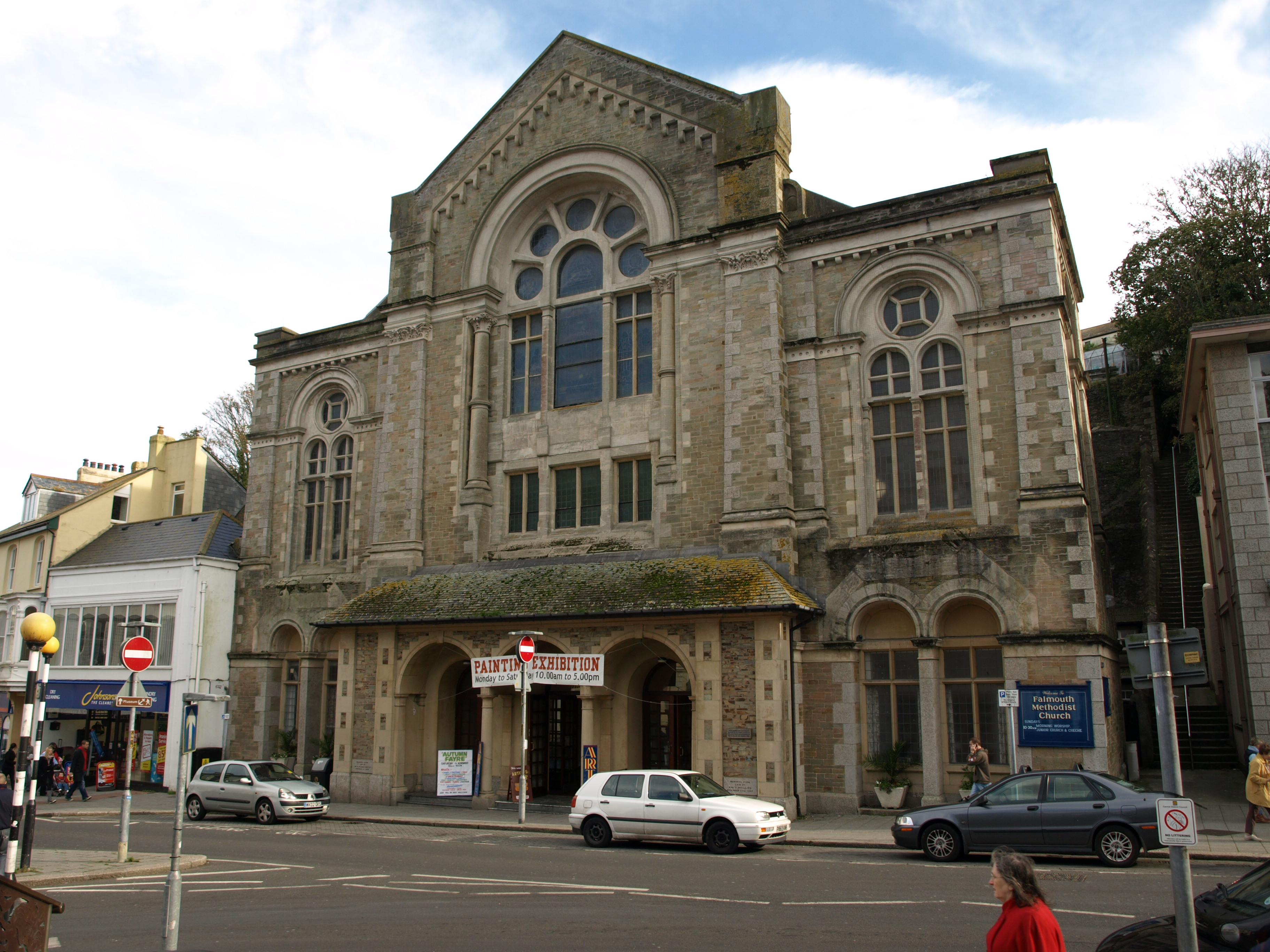
セントラル・メソジスト教会
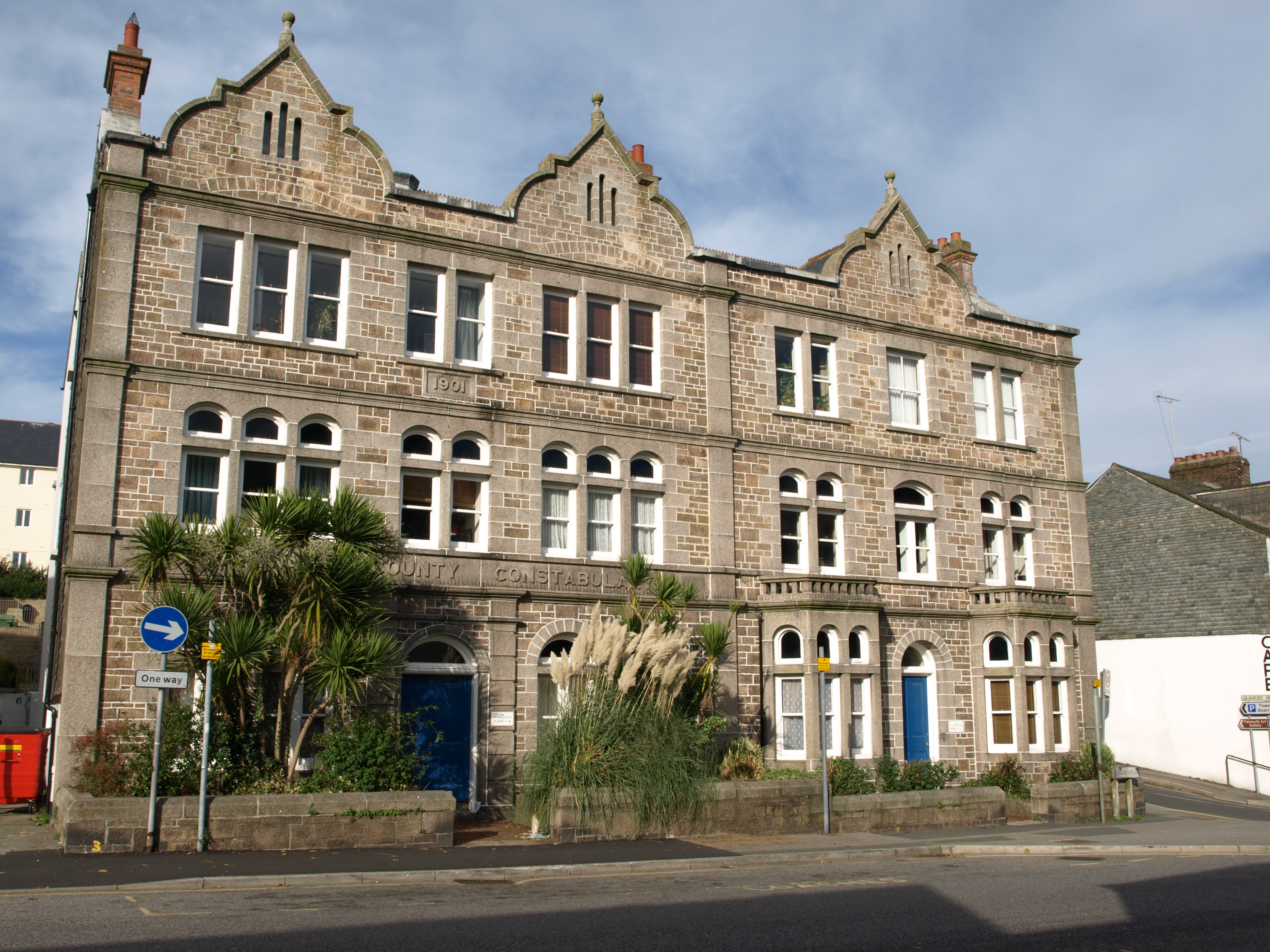
旧警察署
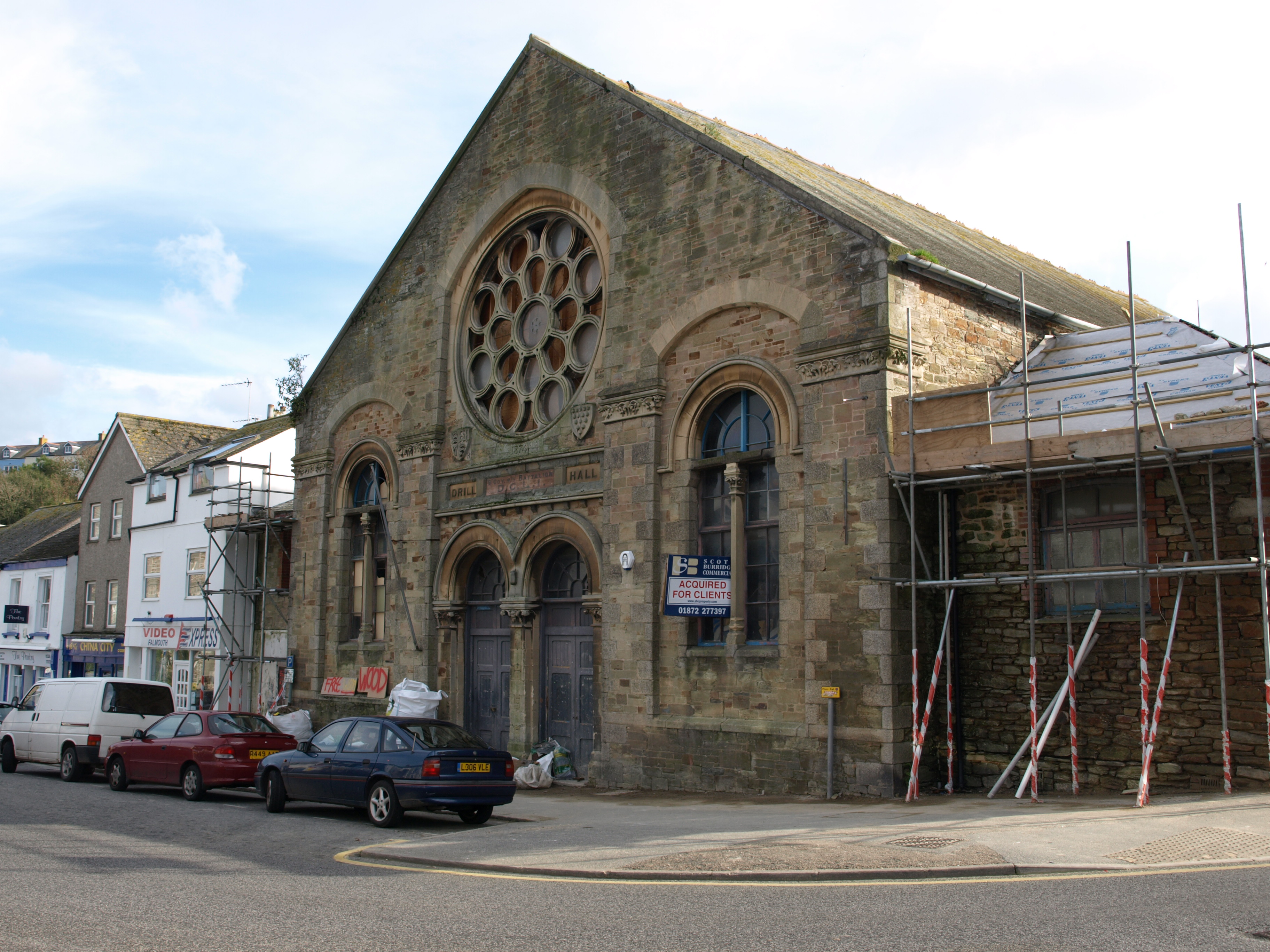
ブルック街の旧練兵場。現在はフェニックス映画館に改装されている
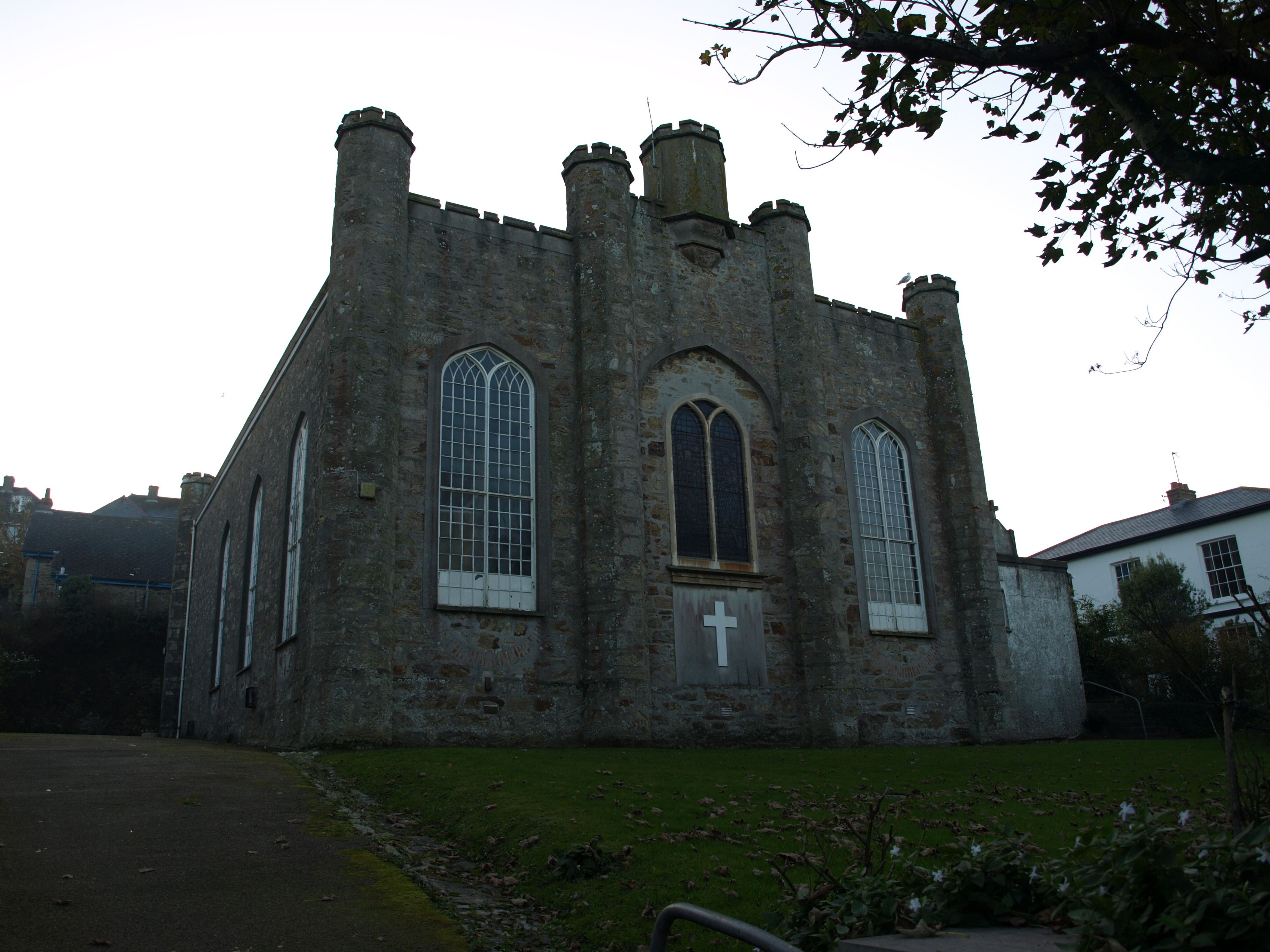
聖マイケル・オール・エンジェルス教会